# Dolichos xiphophyllus
Dolichos xiphophyllus är en ärtväxtart som beskrevs av John Gilbert Baker. Dolichos xiphophyllus ingår i släktet Dolichos och familjen ärtväxter. Inga underarter finns listade i Catalogue of Life.